# Suore grigie dell'Immacolata Concezione
Le Suore Grigie dell'Immacolata Concezione (in inglese Grey Sisters of the Immaculate Conception) sono un istituto religioso femminile di diritto pontificio: le suore di questa congregazione pospongono al loro nome la sigla G.S.I.C.

## Storia
La congregazione fu costituita nel 1926 a Pembroke con la separazione delle religiose di lingua inglese dall'istituto delle Suore Grigie della Croce di Ottawa.
Nell'istituto entrarono numerose giovani cattoliche canadesi di lingua inglese attratte dalla vita religiosa: tra i primi destinatari del loro apostolato furono gli immigrati cinesi e le suore fondarono una missione in Cina, nella diocesi di Lishui, poi chiusa dai comunisti.

## Attività e diffusione
Le suore si dedicano all'istruzione e all'educazione cristiana della gioventù e all'assistenza agli ammalati.
Oltre che in Canada, sono presenti in Cina, in Giappone, nella Repubblica Dominicana, alle Bahamas, in Irlanda e in Thailandia; la sede generalizia è a Pembroke, nell'Ontario.
Alla fine del 2008 la congregazione contava 125 religiose in 9 case.